# 469 (szám)
A 469 (római számmal: CDLXIX) egy természetes szám, félprím, a 7 és a 67 szorzata.

## A szám a matematikában
A tízes számrendszerbeli 469-es a kettes számrendszerben 111010101, a nyolcas számrendszerben 725, a tizenhatos számrendszerben 1D5 alakban írható fel.
A 469 páratlan szám, összetett szám, azon belül félprím, kanonikus alakban a 71 · 671 szorzattal, normálalakban a 4,69 · 102 szorzattal írható fel. Négy osztója van a természetes számok halmazán, ezek növekvő sorrendben: 1, 7, 67 és 469.
Középpontos hatszögszám. Hétszögszám. Huszonnégyszögszám.
A 469 négyzete 219 961, köbe 103 161 709, négyzetgyöke 21,65641, köbgyöke 7,76946, reciproka 0,0021322. A 469 egység sugarú kör kerülete 2946,81391 egység, területe 691 027,86168 területegység; a 469 egység sugarú gömb térfogata 432 122 756,2 térfogategység.